# クバーニ
クバーニ（ウクライナ語:Кубань；ロシア語:Кубань；アディゲ語:Пшызэ）は、ウクライナおよびロシアの歴史的地名である。クバーニ川流域から、現在のロシア連邦のクラスノダール地方、アディゲ共和国、スターヴロポリ地方、ロストフ州、カラチャイ・チェルケス共和国に当たる地域を指す。
日本語では、クバン、クバニなどとも書かれる。
ザポロージエ・コサックから派生したクバーニ・コサックが根拠地を置いた。ロシア帝国に併合されたのちは、クバーニ州が置かれた。また、ロシア革命後にはクバーニ人民共和国やクバーニ＝黒海ソビエト共和国が建国された。

## 歴史

### 古代
紀元前6世紀頃、レスボス島からやって来たギリシャ人によってヘルモナッサ(英語:Hermonassa, ギリシャ語:Ερμώνασσα)が作られ、紀元前5世紀頃にボスポロス王国の一部となった。
6世紀頃、ボスポロス王国がビザンツ帝国(ユスティニアヌス1世の治世)の支配下に入った。
ビザンツ帝国の500年から600年の頃に、初めてドニプロ地方からルーシ族が現れる。965年にはトムタラカンを占領し、
トムタラカン公国を建国した。
山岳地方からカソーグ人がドニプロ川はナドニプリャーンシュチナ（現在のチェルカースィ州辺り）に移住し、現在のチェルカースィの基礎を築く。カソーグ人（あるいはチェルカース人）は現代のチェルケス人に近い種族で、古代のトムタラカンの住民の子孫であり、のちにコサックの原型となったと考えられている。

### ウクライナ・コサック
1792年には、黒海コサック軍がウクライナより移住した。クバーニは彼らによって開拓され、彼らはクバーニ・コサック軍を編成した。

### クバーニ人民共和国
1917年4月30日から5月3日にかけて、カテルィノダール（現在のクラスノダール）でコサックの集会が開かれ、コサック政府となるクバーニ軍ラーダ（議会）が結成された。
1918年2月16日には立法ラーダ（議会）がクバーニ人民共和国の建国を宣言した。数日後、議会によって「クバーニのウクライナとの連邦参加について」の決議が採択された。
1920年、ロシア内戦において赤軍がクバーニの大半を占領し、崩壊した。
1933年には、スターリンによる農業集団化政策による大飢饉ホロドモールに見舞われた。クバーニにおける飢饉は、他のウクライナの民族的地域と同様過酷なものであった。これにより、これまでクバーニの主要な住民であったウクライナ人は壊滅的打撃を受けた。

## 主要な都市
名称は、現在のものに準拠する。
- クラスノダール
- エイスク
- ノヴォロシースク
- ソチ
- テムリューク
- スロヴャンスク＝ナ＝クバーニ
- アルマヴィール
- ネヴィンノムィースク
- トゥアプセ
- アナパ